# Río Péretna
El río Péretna (del ruso: Пе́ретна) es un río del raión de Okúlovka, en el óblast de Nóvgorod, en Rusia, afluente por la izquierda del río Msta.
Nace en el lago Péretno. En su curso atraviesa las siguientes localidades: Snarevo, Vasílkovo, Okúlovka, Polishchi, Kilótino, Vereshino, Kótovo, Peretionka Pervaya, Peretionka Vtoraya y Toporok, donde desemboca en el Msta.
En 1856 se construyó una fábrica de papel en Okúlovka a orillas del río.
Sus aguas están estancadas para el aprovechamiento de la central hidroeléctrica Obrechenskaya GES(Обреченская ГЭС), siendo el volumen de agua de 16 a 18 millones de metros cúbicos de agua. Kilómetro y medio más abajo se encuentra otra presa llamada Nizhneye, con el centro energético Verjni, que dan servicio a la fábrica de papel. El volumen de agua aquí es de 0.15 millones de metros cúbicos.
En su inicio es característicamente un río montañoso, teniendo en los primeros 5 km de recorrido una caída media de 10 m/km. Es un río de características idóneas para la práctica del slalom en los rápidos de una parte de su lecho.